# فهرست گراند پری‌های فرمول یک
| |
| فرمول یک فصل جاری ۲۰۲۴ مقالات وابسته تاریخ فرمول یک مسابقه فرمول یک آیین‌نامه‌های فرمول یک خودروی فرمول یک موتورهای فرمول یک تایرهای فرمول یک فهرست‌ها رانندگان ( برندگان گراند پری پول‌سیتر‌ها سریع‌ترین دور قهرمانان شماره‌ها ) سازندگان ( برندگان گراند پری قهرمانان ) فصل‌ها گراند پری‌ها پیست‌ها برندگان جایزه مبلغان مسابقه سیستم‌های امتیازدهی رنگ‌های کشور‌ها یونیفرم حامیان مالی پرچم‌های مسابقه مسابقات با پرچم قرمز رانندگان زن پخش تلویزیونی تلفات بازی‌های ویدئویی رکوردها رانندگان سازندگان موتورها تایرها مسابقات سازمان‌ها فیا انجمن جهانی ورزش‌های موتوری فیا گروه فرمول یک لیبرتی مدیا انجمن سازندگان فرمول یک انجمن تیم‌های فرمول یک انجمن رانندگان گراند پری ن ب و |
| فرمول یک |
| فصل جاری |
| مقالات وابسته |
| فهرست‌ها |
| رکوردها |
| سازمان‌ها |
| ن ب و |

فهرست زیر لیست کامل از مسابقات جهانی جایزه بزرگ فرمول یک برگزار شده از سال ۱۹۵۰ تا کنون است.
و از جمله مسابقات اخیر فصل ۲۰۱۲، ۸۵۹ قهرمانی جایزه بزرگ جهان برگزار شده از جمله ایندیانا پولیس ۵۰۰ که بخشی از مسابقات قهرمانی جهان در خلال سال‌های ۱۹۵۰ تا ۱۹۶۰ بود.

## مسابقات مهم گذشته

### برپایه عنوان مسابقه
موارد نوشته‌شده به‌صورت پررنگ نشانگر ۲۴ گرند پری هستند که برای فصل ۲۰۲۳ برنامه‌ریزی شده‌اند.
| مسابقه                      | سال‌های برگزاری                                                              | تعداد مسابقات |
| --------------------------- | --------------------------------------------------------------------------- | ------------- |
| جایزه بزرگ ابوظبی           | ۲۰۰۹ – ۲۰۱۸                                                                 | ۱۰            |
| جایزه بزرگ آرژانتین         | ۱۹۵۳ – ۱۹۵۸، ۱۹۶۰، ۱۹۷۲ – ۱۹۷۵، ۱۹۷۷ – ۱۹۸۱، ۱۹۹۵ – ۱۹۹۸                    | ۲۰            |
| جایزه بزرگ استرالیا         | ۱۹۸۵ – ۲۰۱۹                                                                 | ۳۵            |
| جایزه بزرگ اتریش            | ۱۹۶۴، ۱۹۷۰ – ۱۹۸۷، ۱۹۹۷ – ۲۰۰۳، ۲۰۱۴ – ۲۰۱۹                                 | ۳۲            |
| جایزه بزرگ آذربایجان        | ۲۰۱۷ – ۲۰۱۹                                                                 | ۳             |
| جایزه بزرگ بحرین            | ۲۰۰۴ – ۲۰۱۰، ۲۰۱۲ – ۲۰۱۹                                                    | ۱۵            |
| گراند پری بلژیک             | ۱۹۵۰ – ۱۹۵۶، ۱۹۵۸، ۱۹۶۰ – ۱۹۶۸، ۱۹۷۰، ۱۹۷۲ – ۲۰۰۲، ۲۰۰۴ – ۲۰۰۵، ۲۰۰۷ – ۲۰۱۹ | ۶۴            |
| جایزه بزرگ برزیل            | ۱۹۷۳ – ۲۰۱۸                                                                 | ۴۶            |
| جایزه بزرگ بریتانیا         | ۱۹۵۰ – ۲۰۱۹                                                                 | ۷۰            |
| جایزه بزرگ سیزارز پالاس     | ۱۹۸۱ – ۱۹۸۲                                                                 | ۲             |
| جایزه بزرگ کانادا           | ۱۹۶۷ – ۱۹۷۴، ۱۹۷۶ – ۱۹۸۶، ۱۹۸۸ – ۲۰۰۸، ۲۰۱۰ – ۲۰۱۹                          | ۵۰            |
| جایزه بزرگ چین              | ۲۰۰۴ – ۲۰۱۹                                                                 | ۱۶            |
| جایزه بزرگ دالاس            | ۱۹۸۴                                                                        | ۱             |
| جایزه بزرگ دیترویت          | ۱۹۸۲ – ۱۹۸۸                                                                 | ۷             |
| جایزه بزرگ هلند             | ۱۹۵۲ – ۱۹۵۳، ۱۹۵۵، ۱۹۵۸ – ۱۹۷۱، ۱۹۷۳ – ۱۹۸۵                                 | ۳۰            |
| جایزه بزرگ اروپا            | ۱۹۸۳ – ۱۹۸۵، ۱۹۹۳ – ۱۹۹۷، ۱۹۹۹ – ۲۰۱۲، ۲۰۱۶                                 | ۲۳            |
| جایزه بزرگ فرانسه           | ۱۹۵۰ – ۱۹۵۴، ۱۹۵۶ – ۲۰۰۸، ۲۰۱۸ – ۲۰۱۹                                       | ۶۰            |
| جایزه بزرگ آلمان            | ۱۹۵۱ – ۱۹۵۴، ۱۹۵۶ – ۱۹۵۹، ۱۹۶۱ – ۲۰۰۶، ۲۰۰۸ – ۲۰۱۴، ۲۰۱۶، ۲۰۱۸ – ۲۰۱۹       | ۶۴            |
| جایزه بزرگ مجارستان         | ۱۹۸۶ – ۲۰۱۹                                                                 | ۳۴            |
| جایزه بزرگ هند              | ۲۰۱۱ – ۲۰۱۳                                                                 | ۳             |
| ایندیاناپلیس ۵۰۰            | ۱۹۵۰ – ۱۹۶۰                                                                 | ۱۱            |
| جایزه بزرگ ایتالیا          | ۱۹۵۰ – ۲۰۱۹                                                                 | ۷۰            |
| جایزه بزرگ ژاپن سوزوکا      | ۱۹۷۶ – ۱۹۷۷، ۱۹۸۷ – ۲۰۱۹                                                    | ۳۵            |
| جایزه بزرگ کره              | ۲۰۱۰ – ۲۰۱۳                                                                 | ۴             |
| جایزه بزرگ لوگزامبورگ       | ۱۹۹۷ – ۱۹۹۸                                                                 | ۲             |
| جایزه بزرگ مالزی            | ۱۹۹۹ – ۲۰۱۷                                                                 | ۱۹            |
| جایزه بزرگ مکزیک            | ۱۹۶۳ – ۱۹۷۰، ۱۹۸۶ – ۱۹۹۲، ۲۰۱۵ – ۲۰۱۸                                       | ۱۹            |
| جایزه بزرگ موناکو           | ۱۹۵۰، ۱۹۵۵ – ۲۰۱۹                                                           | ۶۶            |
| جایزه بزرگ مراکش            | ۱۹۵۸                                                                        | ۱             |
| جایزه بزرگ اقیانوس آرام     | ۱۹۹۴ – ۱۹۹۵                                                                 | ۲             |
| جایزه بزرگ پسکارا           | ۱۹۵۷                                                                        | ۱             |
| جایزه بزرگ پرتغال           | ۱۹۵۸ – ۱۹۶۰، ۱۹۸۴ – ۱۹۹۶                                                    | ۱۶            |
| جایزه بزرگ روسیه            | ۲۰۱۴ – ۲۰۱۹                                                                 | ۶             |
| جایزه بزرگ سان مارینو       | ۱۹۸۱ – ۲۰۰۶                                                                 | ۲۶            |
| جایزه بزرگ سنگاپور          | ۲۰۰۸ – ۲۰۱۹                                                                 | ۱۲            |
| جایزه بزرگ آفریقای جنوبی    | ۱۹۶۲ – ۱۹۶۳، ۱۹۶۵، ۱۹۶۷ – ۱۹۸۰، ۱۹۸۲ – ۱۹۸۵، ۱۹۹۲ – ۱۹۹۳                    | ۲۳            |
| جایزه بزرگ اسپانیا          | ۱۹۵۱، ۱۹۵۴، ۱۹۶۸ – ۱۹۷۹، ۱۹۸۱، ۱۹۸۶ – ۲۰۱۹                                  | ۴۹            |
| جایزه بزرگ سوئد             | ۱۹۷۳ – ۱۹۷۸                                                                 | ۶             |
| جایزه بزرگ سوئیس            | ۱۹۵۰ – ۱۹۵۴، ۱۹۸۲                                                           | ۶             |
| جایزه بزرگ ترکیه            | ۲۰۰۵ – ۲۰۱۱                                                                 | ۷             |
| جایزه بزرگ ایالات متحده     | ۱۹۵۹ – ۱۹۸۰، ۱۹۸۹ – ۱۹۹۱، ۲۰۰۰ – ۲۰۰۷، ۲۰۱۲ – ۲۰۱۸                          | ۴۰            |
| جایزه بزرگ غرب ایالات متحده | ۱۹۷۶ – ۱۹۸۳                                                                 | ۸             |
| منبع:                       |                                                                             |               |

### بر پایه کشور میزبان
| کشور                | مسابقات برگزار شده | مجموع |
| ------------------- | --- | ----- |
| آرژانتین            | جایزه بزرگ آرژانتین (۱۹۵۳–۱۹۵۸، ۱۹۶۰، ۱۹۷۲–۱۹۷۵، ۱۹۷۷–۱۹۸۱، ۱۹۹۵–۱۹۹۸) | ۲۰    |
| استرالیا            | جایزه بزرگ استرالیا (۱۹۸۵–۲۰۱۲) | ۲۸    |
| اتریش               | جایزه بزرگ اتریش (۱۹۶۴، ۱۹۷۰–۱۹۸۷، ۱۹۹۷–۲۰۰۳) | ۲۶    |
| بحرین               | جایزه بزرگ بحرین (۲۰۰۴–۲۰۱۰) | ۷     |
| بلژیک               | جایزه بزرگ بلژیک (۱۹۵۰–۱۹۵۶، ۱۹۵۸، ۱۹۶۰–۱۹۶۸، ۱۹۷۰، ۱۹۷۲–۲۰۰۲، ۲۰۰۴–۲۰۰۵، ۲۰۰۷–۲۰۱۱) | ۵۶    |
| برزیل               | جایزه بزرگ برزیل (۱۹۷۳–۲۰۱۱) | ۳۹    |
| کانادا              | جایزه بزرگ کانادا (۱۹۶۷–۱۹۷۴، ۱۹۷۶–۱۹۸۶، ۱۹۸۸–۲۰۰۸، ۲۰۱۰–۲۰۱۱) | ۴۲    |
| چین                 | جایزه بزرگ چین (۲۰۰۴–۲۰۱۱) | ۸     |
| فرانسه              | جایزه بزرگ فرانسه، ۵۸ (۱۹۵۰–۱۹۵۴، ۱۹۵۶–۲۰۰۸) جایزه بزرگ سوئیس، ۱ (۱۹۸۲) | ۵۹    |
| آلمان               | جایزه بزرگ آلمان، ۵۸ (۱۹۵۱–۱۹۵۴، ۱۹۵۶–۱۹۵۹، ۱۹۶۱–۲۰۰۶، ۲۰۰۸–۲۰۱۱) جایزه بزرگ اروپا، ۱۲ (۱۹۸۴، ۱۹۹۵–۱۹۹۶، ۱۹۹۹–۲۰۰۷) جایزه بزرگ لوکزامبورگ، ۲ (۱۹۹۷–۱۹۹۸)                                                                                      | ۷۲    |
| مجارستان            | جایزه بزرگ مجارستان (۱۹۸۶–۲۰۱۱) | ۲۶    |
| هند                 | جایزه بزرگ هند (۲۰۱۱) | ۱     |
| ایتالیا             | جایزه بزرگ ایتالیا، ۶۲ (۱۹۵۰–۲۰۱۱) جایزه بزرگ سان مارینو، ۲۶ (۱۹۸۱–۲۰۰۶) جایزه بزرگ پسکارا، ۱ (۱۹۵۷) | ۸۹    |
| ژاپن                | جایزه بزرگ ژاپن، ۲۷ (۱۹۷۶–۱۹۷۷، ۱۹۸۷–۲۰۱۱) جایزه بزرگ پاسیفیک، ۲ (۱۹۹۴–۱۹۹۵) | ۲۹    |
| مالزی               | جایزه بزرگ مالزی (۱۹۹۹–۲۰۱۱) | ۱۳    |
| مکزیک               | جایزه بزرگ مکزیک (۱۹۶۳–۱۹۷۰، ۱۹۸۶–۱۹۹۲) | ۱۵    |
| موناکو              | مسابقات گراندپری موناکو (۱۹۵۰، ۱۹۵۵–۲۰۱۱) | ۵۸    |
| مراکش               | جایزه بزرگ مراکش (۱۹۵۸) | ۱     |
| هلند                | جایزه بزرگ هلند (۱۹۵۲–۱۹۵۳، ۱۹۵۵، ۱۹۵۸–۱۹۷۱، ۱۹۷۳–۱۹۸۵) | ۳۰    |
| پرتغال              | جایزه بزرگ پرتغال (۱۹۵۸–۱۹۶۰، ۱۹۸۴–۱۹۹۶) | ۱۶    |
| سنگاپور             | جایزه بزرگ سان سنگاپور (۲۰۰۸–۲۰۱۱) | ۴     |
| آفریقای جنوبی       | جایزه بزرگ آفریقای جنوبی (۱۹۶۲–۱۹۶۳، ۱۹۶۵، ۱۹۶۷–۱۹۸۰، ۱۹۸۲–۱۹۸۵، ۱۹۹۲–۱۹۹۳) | ۲۳    |
| کره جنوبی           | جایزه بزرگ کره (۲۰۱۰–۲۰۱۱) | ۲     |
| اسپانیا             | جایزه بزرگ اسپانیا، ۴۱ (۱۹۵۱، ۱۹۵۴، ۱۹۶۸–۱۹۷۹، ۱۹۸۱، ۱۹۸۶–۲۰۱۱) جایزه بزرگ اروپا، ۶ (۱۹۹۴، ۱۹۹۷، ۲۰۰۸–۲۰۱۱) | ۴۷    |
| سوئد                | جایزه بزرگ سوئد (۱۹۷۳–۱۹۷۸) | ۶     |
| سوئیس               | جایزه بزرگ سوئیس (۱۹۵۰–۱۹۵۴) | ۵     |
| ترکیه               | جایزه بزرگ ترکیه (۲۰۰۵–۲۰۱۱) | ۷     |
| امارات متحده عربی   | جایزه بزرگ ابوظبی (۲۰۰۹–۲۰۱۱) | ۳     |
| بریتانیا            | جایزه بزرگ بریتانیا، ۶۲ (۱۹۵۰–۲۰۱۱) جایزه بزرگ اروپا، ۳ (۱۹۸۳، ۱۹۸۵، ۱۹۹۳) | ۶۵    |
| ایالات متحده آمریکا | جایزه بزرگ ایالات متحده، ۳۳ (۱۹۵۹–۱۹۸۰، ۱۹۸۹–۱۹۹۱، ۲۰۰۰–۲۰۰۷) Indianapolis ۵۰۰، ۱۱ (۱۹۵۰–۱۹۶۰) جایزه بزرگ غرب ایالات متحده، ۸ (۱۹۷۶–۱۹۸۳) جایزه بزرگ دیترویت، ۷ (۱۹۸۲–۱۹۸۸) جایزه بزرگ سیزارس پالاس، ۲ (۱۹۸۱–۱۹۸۲) جایزه بزرگ دالاس، ۱ (۱۹۸۴) | ۶۲    |

### بر پایه محل برگزاری
| مسیر مسابقه                   | مسابقات برگزار شده | مجموع |
| ----------------------------- | --- | ----- |
| Adelaide                      | جایزه بزرگ استرالیا (۱۹۸۵–۱۹۹۵) | ۱۱    |
| Aida                          | جایزه بزرگ پاسیفیک (۱۹۹۴–۱۹۹۵) | ۲     |
| Aintree                       | جایزه بزرگ بریتانیا (۱۹۵۵، ۱۹۵۷، ۱۹۵۹، ۱۹۶۱–۱۹۶۲) | ۵     |
| Anderstorp                    | جایزه بزرگ سوئد (۱۹۷۳–۱۹۷۸) | ۶     |
| Austin                        | جایزه بزرگ ایالات متحده | ۰     |
| AVUS (Berlin)                 | جایزه بزرگ آلمان (۱۹۵۹) | ۱     |
| Brands Hatch                  | جایزه بزرگ بریتانیا، ۱۲ (۱۹۶۴، ۱۹۶۶، ۱۹۶۸، ۱۹۷۰، ۱۹۷۲، ۱۹۷۴، ۱۹۷۶، ۱۹۷۸، ۱۹۸۰، ۱۹۸۲، ۱۹۸۴، ۱۹۸۶) جایزه بزرگ اروپا، ۲ (۱۹۸۳، ۱۹۸۵)                                          | ۱۴    |
| Bremgarten                    | جایزه بزرگ سوئیس (۱۹۵۰–۱۹۵۴) | ۵     |
| Buenos Aires                  | جایزه بزرگ آرژانتین (۱۹۵۳–۱۹۵۸، ۱۹۶۰، ۱۹۷۲–۱۹۷۵، ۱۹۷۷–۱۹۸۱، ۱۹۹۵–۱۹۹۸) | ۲۰    |
| Casablanca                    | جایزه بزرگ مراکش (۱۹۵۸) | ۱     |
| Catalunya (Barcelona)         | جایزه بزرگ اسپانیا (۱۹۹۱–۲۰۱۱) | ۲۱    |
| Clermont-Ferrand              | جایزه بزرگ فرانسه (۱۹۶۵، ۱۹۶۹، ۱۹۷۰، ۱۹۷۲) | ۴     |
| Dallas                        | جایزه بزرگ دالاس (۱۹۸۴) | ۱     |
| Detroit                       | جایزه بزرگ دیترویت (۱۹۸۲–۱۹۸۸) | ۷     |
| Dijon-Prenois                 | جایزه بزرگ فرانسه، ۵ (۱۹۷۴، ۱۹۷۷، ۱۹۷۹، ۱۹۸۱، ۱۹۸۴) جایزه بزرگ سوئیس، ۱ (۱۹۸۲)                                                                                             | ۶     |
| Donington                     | جایزه بزرگ اروپا (۱۹۹۳) | ۱     |
| East London                   | جایزه بزرگ آفریقای جنوبی (۱۹۶۲–۱۹۶۳، ۱۹۶۵) | ۳     |
| Estoril                       | جایزه بزرگ پرتغال (۱۹۸۴–۱۹۹۶) | ۱۳    |
| Hockenheim                    | جایزه بزرگ آلمان (۱۹۷۰، ۱۹۷۷–۱۹۸۴، ۱۹۸۶–۲۰۰۶، ۲۰۰۸، ۲۰۱۰) | ۳۲    |
| ورزشگاه هونگارورینگ           | جایزه بزرگ مجارستان (۱۹۸۶–۲۰۱۱) | ۲۶    |
| Imola                         | جایزه بزرگ ایتالیا، ۱ (۱۹۸۰) جایزه بزرگ سان مارینو، ۲۶ (۱۹۸۱–۲۰۰۶) | ۲۷    |
| Indianapolis                  | Indianapolis ۵۰۰، ۱۱ (۱۹۵۰–۱۹۶۰) جایزه بزرگ ایالات متحده، ۸ (۲۰۰۰–۲۰۰۷) | ۱۹    |
| Interlagos (São Paulo)        | جایزه بزرگ برزیل (۱۹۷۳–۱۹۷۷، ۱۹۷۹–۱۹۸۰، ۱۹۹۰–۲۰۱۱) | ۲۹    |
| Istanbul                      | جایزه بزرگ ترکیه (۲۰۰۵–۲۰۱۱) | ۷     |
| Jacarepaguá (Rio de Janeiro)  | جایزه بزرگ برزیل (۱۹۷۸، ۱۹۸۱–۱۹۸۹) | ۱۰    |
| Jarama                        | جایزه بزرگ اسپانیا (۱۹۶۸، ۱۹۷۰، ۱۹۷۲، ۱۹۷۴، ۱۹۷۶–۱۹۷۹، ۱۹۸۱) | ۹     |
| Jerez                         | جایزه بزرگ اسپانیا، ۵ (۱۹۸۶–۱۹۹۰) جایزه بزرگ اروپا، ۲ (۱۹۹۴، ۱۹۹۷) | ۷     |
| Kyalami                       | جایزه بزرگ آفریقای جنوبی (۱۹۶۷–۱۹۸۰، ۱۹۸۲–۱۹۸۵، ۱۹۹۲–۱۹۹۳) | ۲۰    |
| Las Vegas                     | جایزه بزرگ سیزارس پالاس (۱۹۸۱–۱۹۸۲) | ۲     |
| Le Mans                       | جایزه بزرگ فرانسه (۱۹۶۷) | ۱     |
| Long Beach                    | جایزه بزرگ غرب ایالات متحده (۱۹۷۶–۱۹۸۳) | ۸     |
| Magny-Cours                   | جایزه بزرگ فرانسه (۱۹۹۱–۲۰۰۸) | ۱۸    |
| Melbourne                     | جایزه بزرگ استرالیا (۱۹۹۶–۲۰۱۲) | ۱۷    |
| Mexico City                   | جایزه بزرگ مکزیک (۱۹۶۳–۱۹۷۰، ۱۹۸۶–۱۹۹۲) | ۱۵    |
| Monsanto                      | جایزه بزرگ پرتغال (۱۹۵۹) | ۱     |
| Monte-Carlo                   | مسابقات گراندپری موناکو (۱۹۵۰، ۱۹۵۵–۲۰۱۱) | ۵۸    |
| Montjuïc                      | جایزه بزرگ اسپانیا (۱۹۶۹، ۱۹۷۱، ۱۹۷۳، ۱۹۷۵) | ۴     |
| Montréal                      | جایزه بزرگ کانادا (۱۹۷۸–۱۹۸۶، ۱۹۸۸–۲۰۰۸، ۲۰۱۰–۲۰۱۱) | ۳۲    |
| Monza                         | جایزه بزرگ ایتالیا (۱۹۵۰–۱۹۷۹، ۱۹۸۱–۲۰۱۱) | ۶۱    |
| Mosport Park                  | جایزه بزرگ کانادا (۱۹۶۷، ۱۹۶۹، ۱۹۷۱–۱۹۷۴، ۱۹۷۶–۱۹۷۷) | ۸     |
| Mount Fuji                    | جایزه بزرگ ژاپن (۱۹۷۶–۱۹۷۷، ۲۰۰۷–۲۰۰۸) | ۴     |
| New Delhi                     | جایزه بزرگ هند (۲۰۱۱) | ۱     |
| Nivelles                      | جایزه بزرگ بلژیک (۱۹۷۲، ۱۹۷۴) | ۲     |
| Nürburgring                   | جایزه بزرگ آلمان، ۲۵ (۱۹۵۱–۱۹۵۴، ۱۹۵۶–۱۹۵۸، ۱۹۶۱–۱۹۶۹، ۱۹۷۱–۱۹۷۶، ۱۹۸۵، ۲۰۰۹، ۲۰۱۱) جایزه بزرگ اروپا، ۱۲ (۱۹۸۴، ۱۹۹۵–۱۹۹۶، ۱۹۹۹–۲۰۰۷) جایزه بزرگ لوکزامبورگ، ۲ (۱۹۹۷–۱۹۹۸) | ۳۹    |
| Oporto                        | جایزه بزرگ پرتغال (۱۹۵۸، ۱۹۶۰) | ۲     |
| پیست رد بول                   | جایزه بزرگ اتریش (۱۹۷۰–۱۹۸۷) | ۱۸    |
| پل ریکارد (لا کاستلت)         | جایزه بزرگ فرانسه (۱۹۷۱، ۱۹۷۳، ۱۹۷۵–۱۹۷۶، ۱۹۷۸، ۱۹۸۰، ۱۹۸۲–۱۹۸۳، ۱۹۸۵–۱۹۹۰)                                                                                                | ۱۴    |
| Pedralbes                     | جایزه بزرگ اسپانیا (۱۹۵۱، ۱۹۵۴) | ۲     |
| Pescara                       | جایزه بزرگ پسکارا (۱۹۵۷) | ۱     |
| Phoenix                       | جایزه بزرگ ایالات متحده (۱۹۸۹–۱۹۹۱) | ۳     |
| Reims                         | جایزه بزرگ فرانسه (۱۹۵۰، ۱۹۵۱، ۱۹۵۳، ۱۹۵۴، ۱۹۵۶، ۱۹۵۸–۱۹۶۱، ۱۹۶۳، ۱۹۶۶) | ۱۱    |
| Riverside                     | جایزه بزرگ ایالات متحده (۱۹۶۰) | ۱     |
| Rouen                         | جایزه بزرگ فرانسه (۱۹۵۲، ۱۹۵۷، ۱۹۶۲، ۱۹۶۴، ۱۹۶۸) | ۵     |
| Sakhir (Bahrain)              | جایزه بزرگ بحرین (۲۰۰۴–۲۰۱۰) | ۷     |
| Sebring                       | جایزه بزرگ ایالات متحده (۱۹۵۹) | ۱     |
| Sepang (Kuala Lumpur)         | جایزه بزرگ مالزی (۱۹۹۹–۲۰۱۱) | ۱۳    |
| Shanghai                      | جایزه بزرگ چین (۲۰۰۴–۲۰۱۱) | ۸     |
| Silverstone                   | جایزه بزرگ بریتانیا (۱۹۵۰–۱۹۵۴، ۱۹۵۶، ۱۹۵۸، ۱۹۶۰، ۱۹۶۳، ۱۹۶۵، ۱۹۶۷، ۱۹۶۹، ۱۹۷۱، ۱۹۷۳، ۱۹۷۵، ۱۹۷۷، ۱۹۷۹، ۱۹۸۱، ۱۹۸۳، ۱۹۸۵، ۱۹۸۷–۲۰۱۱)                                       | ۴۵    |
| Singapore                     | جایزه بزرگ سنگاپور (۲۰۰۸–۲۰۱۱) | ۴     |
| Spa-Francorchamps             | جایزه بزرگ بلژیک (۱۹۵۰–۱۹۵۶، ۱۹۵۸، ۱۹۶۰–۱۹۶۸، ۱۹۷۰، ۱۹۸۳، ۱۹۸۵–۲۰۰۲، ۲۰۰۴–۲۰۰۵، ۲۰۰۷–۲۰۱۱)                                                                                 | ۴۴    |
| Spielberg (A1-Ring)           | جایزه بزرگ اتریش (۱۹۹۷–۲۰۰۳) | ۷     |
| Saint-Jovite (Mont-Tremblant) | جایزه بزرگ کانادا (۱۹۶۸، ۱۹۷۰) | ۲     |
| Suzuka                        | جایزه بزرگ ژاپن (۱۹۸۷–۲۰۰۶، ۲۰۰۹–۲۰۱۱) | ۲۳    |
| Valencia                      | جایزه بزرگ اروپا (۲۰۰۸–۲۰۱۱) | ۴     |
| Watkins Glen                  | جایزه بزرگ ایالات متحده (۱۹۶۱–۱۹۸۰) | ۲۰    |
| Yas Marina                    | جایزه بزرگ ابوظبی (۲۰۰۹–۲۰۱۱) | ۳     |
| Yeongam                       | جایزه بزرگ کره (۲۰۱۰–۲۰۱۱) | ۲     |
| پیست پارک زندورت              | جایزه بزرگ هلند (۱۹۵۲–۱۹۵۳، ۱۹۵۵، ۱۹۵۸–۱۹۷۱، ۱۹۷۳–۱۹۸۵) | ۳۰    |
| Zeltweg                       | جایزه بزرگ اتریش (۱۹۶۴) | ۱     |
| Zolder                        | جایزه بزرگ بلژیک (۱۹۷۳، ۱۹۷۵–۱۹۸۲، ۱۹۸۴) | ۱۰    |

## مسابقات تائید شده پیش‌رو
1. گرند پری میامی در آمریکا
2. گرند پری لاس وگاس در آمریکا

 Grand Prix of America in ویهاوکن، نیوجرسی, ایالات متحده آمریکا, to be held at Port Imperial Street Circuit. (۲۰۱۳)

 روسیه in سوچی, روسیه, to be held at Sochi Olympic Park Circuit. (۲۰۱۴)

## مسابقات بر پایه فصل

### ۱۹۵۰–۱۹۵۹
| Rnd | مسابقات فرمول یک فصل ۱۹۵۰ | مسابقات فرمول یک فصل ۱۹۵۱ | مسابقات فرمول یک فصل ۱۹۵۲ | مسابقات فرمول یک فصل ۱۹۵۳ | مسابقات فرمول یک فصل ۱۹۵۴ | مسابقات فرمول یک فصل ۱۹۵۵ | مسابقات فرمول یک فصل ۱۹۵۶ | مسابقات فرمول یک فصل ۱۹۵۷ | مسابقات فرمول یک فصل ۱۹۵۸ | مسابقات فرمول یک فصل ۱۹۵۹                      |
| --- | ------------------------- | ------------------------- | ------------------------- | ------------------------- | ------------------------- | ------------------------- | ------------------------- | ------------------------- | ------------------------- | ---------------------------------------------- |
| ۱   | بریتانیا                  | سوئیس                     | سوئیس                     | آرژانتین                  | آرژانتین                  | آرژانتین                  | آرژانتین                  | آرژانتین                  | آرژانتین                  | موناکو                                         |
| ۲   | موناکو                    | ایندی ۵۰۰                 | ایندی ۵۰۰                 | ایندی ۵۰۰                 | ایندی ۵۰۰                 | موناکو                    | موناکو                    | موناکو                    | موناکو                    | ایندی ۵۰۰                                      |
| ۳   | ایندی ۵۰۰                 | بلژیک                     | بلژیک                     | هلند                      | بلژیک                     | ایندی ۵۰۰                 | ایندی ۵۰۰                 | ایندی ۵۰۰                 | هلند                      | هلند                                           |
| ۴   | سوئیس                     | فرانسه                    | فرانسه                    | بلژیک                     | فرانسه                    | بلژیک                     | بلژیک                     | فرانسه                    | ایندی ۵۰۰                 | فرانسه                                         |
| ۵   | بلژیک                     | بریتانیا                  | بریتانیا                  | فرانسه                    | بریتانیا                  | هلند                      | فرانسه                    | بریتانیا                  | بلژیک                     | بریتانیا                                       |
| ۶   | فرانسه                    | آلمان                     | آلمان                     | بریتانیا                  | آلمان                     | بریتانیا                  | بریتانیا                  | آلمان                     | فرانسه                    | آلمان                                          |
| ۷   | ایتالیا                   | ایتالیا                   | هلند                      | آلمان                     | سوئیس                     | ایتالیا                   | آلمان                     | پسکارا                    | بریتانیا                  | پرتغال                                         |
| ۸   |                           | اسپانیا                   | ایتالیا                   | سوئیس                     | ایتالیا                   |                           | ایتالیا                   | ایتالیا                   | آلمان                     | ایتالیا                                        |
| ۹   |                           |                           |                           | ایتالیا                   | اسپانیا                   |                           |                           |                           | پرتغال                    | [[جایزه بزرگ ایالات متحده ۱۹۵۹\|ایالات متحده]] |
| ۱۰  |                           |                           |                           |                           |                           |                           |                           |                           | ایتالیا                   |                                                |
| ۱۱  |                           |                           |                           |                           |                           |                           |                           |                           | مراکش                     |                                                |

### ۱۹۶۰–۱۹۶۹
| Rnd | ۱۹۶۰         | ۱۹۶۱         | ۱۹۶۲          | ۱۹۶۳          | ۱۹۶۴         | ۱۹۶۵          | ۱۹۶۶         | ۱۹۶۷          | ۱۹۶۸          | ۱۹۶۹          |
| --- | ------------ | ------------ | ------------- | ------------- | ------------ | ------------- | ------------ | ------------- | ------------- | ------------- |
| ۱   | آرژانتین     | موناکو       | هلند          | موناکو        | موناکو       | آفریقای جنوبی | موناکو       | آفریقای جنوبی | آفریقای جنوبی | آفریقای جنوبی |
| ۲   | موناکو       | هلند         | موناکو        | بلژیک         | هلند         | موناکو        | بلژیک        | موناکو        | اسپانیا       | اسپانیا       |
| ۳   | ایندی ۵۰۰]]  | بلژیک        | بلژیک         | هلند          | بلژیک        | بلژیک         | فرانسه       | هلند          | موناکو        | موناکو        |
| ۴   | هلند         | فرانسه       | فرانسه        | فرانسه        | فرانسه       | فرانسه        | بریتانیا     | بلژیک         | بلژیک         | هلند          |
| ۵   | بلژیک        | بریتانیا     | بریتانیا      | بریتانیا      | بریتانیا     | بریتانیا      | هلند         | فرانسه        | هلند          | فرانسه        |
| ۶   | فرانسه       | آلمان        | آلمان         | آلمان         | آلمان        | هلند          | آلمان        | بریتانیا      | فرانسه        | بریتانیا      |
| ۷   | بریتانیا     | ایتالیا      | ایتالیا       | ایتالیا       | اتریش        | آلمان         | ایتالیا      | آلمان         | بریتانیا      | آلمان         |
| ۸   | پرتغال       | ایالات متحده | ایالات متحده  | ایالات متحده  | ایتالیا      | ایتالیا       | ایالات متحده | کانادا        | آلمان         | ایتالیا       |
| ۹   | ایتالیا      |              | آفریقای جنوبی | مکزیک         | ایالات متحده | ایالات متحده  | مکزیک        | ایتالیا       | ایتالیا       | کانادا        |
| ۱۰  | ایالات متحده |              |               | آفریقای جنوبی | مکزیک        | مکزیک         |              | ایالات متحده  | کانادا        | ایالات متحده  |
| ۱۱  |              |              |               |               |              |               |              | مکزیک         | ایالات متحده  | مکزیک         |
| ۱۲  |              |              |               |               |              |               |              |               | مکزیک         |               |

### ۱۹۷۰–۱۹۷۹
| Rnd | ۱۹۷۰          | ۱۹۷۱          | ۱۹۷۲          | ۱۹۷۳          | ۱۹۷۴          | ۱۹۷۵          | ۱۹۷۶             | ۱۹۷۷             | ۱۹۷۸             | ۱۹۷۹             |
| --- | ------------- | ------------- | ------------- | ------------- | ------------- | ------------- | ---------------- | ---------------- | ---------------- | ---------------- |
| ۱   | آفریقای جنوبی | آفریقای جنوبی | آرژانتین      | آرژانتین      | آرژانتین      | آرژانتین      | برزیل            | آرژانتین         | آرژانتین         | آرژانتین         |
| ۲   | اسپانیا       | اسپانیا       | آفریقای جنوبی | برزیل         | برزیل         | برزیل         | آفریقای جنوبی    | برزیل            | برزیل            | برزیل            |
| ۳   | موناکو        | موناکو        | اسپانیا       | آفریقای جنوبی | آفریقای جنوبی | آفریقای جنوبی | غرب ایالات متحده | آفریقای جنوبی    | آفریقای جنوبی    | آفریقای جنوبی    |
| ۴   | بلژیک         | هلند          | موناکو        | اسپانیا       | اسپانیا       | اسپانیا       | اسپانیا          | غرب ایالات متحده | غرب ایالات متحده | غرب ایالات متحده |
| ۵   | هلند          | فرانسه        | بلژیک         | بلژیک         | بلژیک         | موناکو        | بلژیک            | اسپانیا          | موناکو           | اسپانیا          |
| ۶   | فرانسه        | بریتانیا      | فرانسه        | موناکو        | موناکو        | بلژیک         | موناکو           | موناکو           | بلژیک            | بلژیک            |
| ۷   | بریتانیا      | آلمان         | بریتانیا      | سوئد          | سوئد          | سوئد          | سوئد             | بلژیک            | اسپانیا          | موناکو           |
| ۸   | آلمان         | اتریش         | آلمان         | فرانسه        | هلند          | هلند          | فرانسه           | سوئد             | سوئد             | فرانسه           |
| ۹   | اتریش         | ایتالیا       | اتریش         | بریتانیا      | فرانسه        | فرانسه        | بریتانیا         | فرانسه           | فرانسه           | بریتانیا         |
| ۱۰  | ایتالیا       | کانادا        | ایتالیا       | هلند          | بریتانیا      | بریتانیا      | آلمان            | بریتانیا         | بریتانیا         | آلمان            |
| ۱۱  | کانادا        | ایالات متحده  | کانادا        | آلمان         | آلمان         | آلمان         | اتریش            | آلمان            | آلمان            | اتریش            |
| ۱۲  | ایالات متحده  |               | ایالات متحده  | اتریش         | اتریش         | اتریش         | هلند             | اتریش            | اتریش            | هلند             |
| ۱۳  | مکزیک         |               |               | ایتالیا       | ایتالیا       | ایتالیا       | ایتالیا          | هلند             | هلند             | ایتالیا          |
| ۱۴  |               |               |               | کانادا        | کانادا        | ایالات متحده  | کانادا           | ایتالیا          | ایتالیا          | کانادا           |
| ۱۵  |               |               |               | ایالات متحده  | ایالات متحده  |               | ایالات متحده     | ایالات متحده     | ایالات متحده     | ایالات متحده     |
| ۱۶  |               |               |               |               |               |               | ژاپن             | کانادا           | کانادا           |                  |
| ۱۷  |               |               |               |               |               |               |                  | ژاپن             |                  |                  |

### ۱۹۸۰–۱۹۸۹
| Rnd | ۱۹۸۰             | ۱۹۸۱             | ۱۹۸۲             | ۱۹۸۳             | ۱۹۸۴          | ۱۹۸۵          | ۱۹۸۶       | ۱۹۸۷       | ۱۹۸۸       | ۱۹۸۹         |
| --- | ---------------- | ---------------- | ---------------- | ---------------- | ------------- | ------------- | ---------- | ---------- | ---------- | ------------ |
| ۱   | آرژانتین         | غرب ایالات متحده | آفریقای جنوبی    | برزیل            | برزیل         | برزیل         | برزیل      | برزیل      | برزیل      | برزیل        |
| ۲   | برزیل            | برزیل            | برزیل            | غرب ایالات متحده | آفریقای جنوبی | پرتغال        | اسپانیا    | سان مارینو | سان مارینو | سان مارینو   |
| ۳   | آفریقای جنوبی    | آرژانتین         | غرب ایالات متحده | فرانسه           | بلژیک         | سان مارینو    | سان مارینو | بلژیک      | موناکو     | موناکو       |
| ۴   | غرب ایالات متحده | سان مارینو       | سان مارینو       | سان مارینو       | سان مارینو    | موناکو        | موناکو     | موناکو     | مکزیک      | مکزیک        |
| ۵   | بلژیک            | بلژیک            | بلژیک            | موناکو           | فرانسه        | کانادا        | بلژیک      | دیترویت    | کانادا     | ایالات متحده |
| ۶   | موناکو           | موناکو           | موناکو           | بلژیک            | موناکو        | دیترویت       | کانادا     | فرانسه     | دیترویت    | کانادا       |
| ۷   | فرانسه           | اسپانیا          | دیترویت          | دیترویت          | کانادا        | فرانسه        | دیترویت    | بریتانیا   | فرانسه     | فرانسه       |
| ۸   | بریتانیا         | فرانسه           | کانادا           | کانادا           | دیترویت       | بریتانیا      | فرانسه     | آلمان      | بریتانیا   | بریتانیا     |
| ۹   | آلمان            | بریتانیا         | هلند             | بریتانیا         | دالاس         | آلمان         | بریتانیا   | مجارستان   | آلمان      | آلمان        |
| ۱۰  | اتریش            | آلمان            | بریتانیا         | آلمان            | بریتانیا      | اتریش         | آلمان      | اتریش      | مجارستان   | مجارستان     |
| ۱۱  | هلند             | اتریش            | فرانسه           | اتریش            | آلمان         | هلند          | مجارستان   | ایتالیا    | بلژیک      | بلژیک        |
| ۱۲  | ایتالیا          | هلند             | آلمان            | هلند             | اتریش         | ایتالیا       | اتریش      | پرتغال     | ایتالیا    | ایتالیا      |
| ۱۳  | کانادا           | ایتالیا          | اتریش            | ایتالیا          | هلند          | بلژیک         | ایتالیا    | اسپانیا    | پرتغال     | پرتغال       |
| ۱۴  | ایالات متحده     | کانادا           | سوئیس            | اروپا            | ایتالیا       | اروپا         | پرتغال     | مکزیک      | اسپانیا    | اسپانیا      |
| ۱۵  |                  | سیزارس پالاس     | ایتالیا          | آفریقای جنوبی    | اروپا         | آفریقای جنوبی | مکزیک      | ژاپن       | ژاپن       | ژاپن         |
| ۱۶  |                  |                  | سیزارس پالاس     |                  | پرتغال        | استرالیا      | استرالیا   | استرالیا   | استرالیا   | استرالیا     |

### ۱۹۹۰–۱۹۹۹
| Rnd | ۱۹۹۰         | ۱۹۹۱         | ۱۹۹۲          | ۱۹۹۳          | ۱۹۹۴       | ۱۹۹۵       | ۱۹۹۶       | ۱۹۹۷       | ۱۹۹۸       | ۱۹۹۹       |
| --- | ------------ | ------------ | ------------- | ------------- | ---------- | ---------- | ---------- | ---------- | ---------- | ---------- |
| ۱   | ایالات متحده | ایالات متحده | آفریقای جنوبی | آفریقای جنوبی | برزیل      | برزیل      | استرالیا   | استرالیا   | استرالیا   | استرالیا   |
| ۲   | برزیل        | برزیل        | مکزیک         | برزیل         | پاسیفیک    | آرژانتین   | برزیل      | برزیل      | برزیل      | برزیل      |
| ۳   | سان مارینو   | سان مارینو   | برزیل         | اروپا         | سان مارینو | سان مارینو | آرژانتین   | آرژانتین   | آرژانتین   | سان مارینو |
| ۴   | موناکو       | موناکو       | اسپانیا       | سان مارینو    | موناکو     | اسپانیا    | اروپا      | سان مارینو | سان مارینو | موناکو     |
| ۵   | کانادا       | کانادا       | سان مارینو    | اسپانیا       | اسپانیا    | موناکو     | سان مارینو | موناکو     | اسپانیا    | اسپانیا    |
| ۶   | مکزیک        | مکزیک        | موناکو        | موناکو        | کانادا     | کانادا     | موناکو     | اسپانیا    | موناکو     | کانادا     |
| ۷   | فرانسه       | فرانسه       | کانادا        | کانادا        | فرانسه     | فرانسه     | اسپانیا    | کانادا     | کانادا     | فرانسه     |
| ۸   | بریتانیا     | بریتانیا     | فرانسه        | فرانسه        | بریتانیا   | بریتانیا   | کانادا     | فرانسه     | فرانسه     | بریتانیا   |
| ۹   | آلمان        | آلمان        | بریتانیا      | بریتانیا      | آلمان      | آلمان      | فرانسه     | بریتانیا   | بریتانیا   | اتریش      |
| ۱۰  | مجارستان     | مجارستان     | آلمان         | آلمان         | مجارستان   | مجارستان   | بریتانیا   | آلمان      | اتریش      | آلمان      |
| ۱۱  | بلژیک        | بلژیک        | مجارستان      | مجارستان      | بلژیک      | بلژیک      | آلمان      | مجارستان   | آلمان      | مجارستان   |
| ۱۲  | ایتالیا      | ایتالیا      | بلژیک         | بلژیک         | ایتالیا    | ایتالیا    | مجارستان   | بلژیک      | مجارستان   | بلژیک      |
| ۱۳  | پرتغال       | پرتغال       | ایتالیا       | ایتالیا       | پرتغال     | پرتغال     | بلژیک      | ایتالیا    | بلژیک      | ایتالیا    |
| ۱۴  | اسپانیا      | اسپانیا      | پرتغال        | پرتغال        | اروپا      | اروپا      | ایتالیا    | اتریش      | ایتالیا    | اروپا      |
| ۱۵  | ژاپن         | ژاپن         | ژاپن          | ژاپن          | ژاپن       | پاسیفیک    | پرتغال     | لوکزامبورگ | لوکزامبورگ | مالزی      |
| ۱۶  | استرالیا     | استرالیا     | استرالیا      | استرالیا      | استرالیا   | ژاپن       | ژاپن       | ژاپن       | ژاپن       | ژاپن       |
| ۱۷  |              |              |               |               |            | استرالیا   |            | اروپا      |            |            |

### ۲۰۰۰–۲۰۰۹
| Rnd | ۲۰۰۰         | ۲۰۰۱         | ۲۰۰۲         | ۲۰۰۳         | ۲۰۰۴         | ۲۰۰۵         | ۲۰۰۶         | ۲۰۰۷         | ۲۰۰۸     | ۲۰۰۹     |
| --- | ------------ | ------------ | ------------ | ------------ | ------------ | ------------ | ------------ | ------------ | -------- | -------- |
| ۱   | استرالیا     | استرالیا     | استرالیا     | استرالیا     | استرالیا     | استرالیا     | بحرین        | استرالیا     | استرالیا | استرالیا |
| ۲   | برزیل        | مالزی        | مالزی        | مالزی        | مالزی        | مالزی        | مالزی        | مالزی        | مالزی    | مالزی    |
| ۳   | سان مارینو   | برزیل        | برزیل        | برزیل        | بحرین        | بحرین        | استرالیا     | بحرین        | بحرین    | چین      |
| ۴   | بریتانیا     | سان مارینو   | سان مارینو   | سان مارینو   | سان مارینو   | سان مارینو   | سان مارینو   | اسپانیا      | اسپانیا  | بحرین    |
| ۵   | اسپانیا      | اسپانیا      | اسپانیا      | اسپانیا      | اسپانیا      | اسپانیا      | اروپا        | موناکو       | ترکیه    | اسپانیا  |
| ۶   | اروپا        | اتریش        | اتریش        | اتریش        | موناکو       | موناکو       | اسپانیا      | کانادا       | موناکو   | موناکو   |
| ۷   | موناکو       | موناکو       | موناکو       | موناکو       | اروپا        | اروپا        | موناکو       | ایالات متحده | کانادا   | ترکیه    |
| ۸   | کانادا       | کانادا       | کانادا       | کانادا       | کانادا       | کانادا       | بریتانیا     | فرانسه       | فرانسه   | بریتانیا |
| ۹   | فرانسه       | اروپا        | اروپا        | اروپا        | ایالات متحده | ایالات متحده | کانادا       | بریتانیا     | بریتانیا | آلمان    |
| ۱۰  | اتریش        | فرانسه       | بریتانیا     | فرانسه       | فرانسه       | فرانسه       | ایالات متحده | اروپا        | آلمان    | مجارستان |
| ۱۱  | آلمان        | بریتانیا     | فرانسه       | بریتانیا     | بریتانیا     | بریتانیا     | فرانسه       | مجارستان     | مجارستان | اروپا    |
| ۱۲  | مجارستان     | آلمان        | آلمان        | آلمان        | آلمان        | آلمان        | آلمان        | ترکیه        | اروپا    | بلژیک    |
| ۱۳  | بلژیک        | مجارستان     | مجارستان     | مجارستان     | مجارستان     | مجارستان     | مجارستان     | ایتالیا      | بلژیک    | ایتالیا  |
| ۱۴  | ایتالیا      | بلژیک        | بلژیک        | ایتالیا      | بلژیک        | ترکیه        | ترکیه        | بلژیک        | ایتالیا  | سنگاپور  |
| ۱۵  | ایالات متحده | ایتالیا      | ایتالیا      | ایالات متحده | ایتالیا      | ایتالیا      | ایتالیا      | ژاپن         | سنگاپور  | ژاپن     |
| ۱۶  | ژاپن         | ایالات متحده | ایالات متحده | ژاپن         | چین          | بلژیک        | چین          | چین          | ژاپن     | برزیل    |
| ۱۷  | مالزی        | ژاپن         | ژاپن         |              | ژاپن         | برزیل        | ژاپن         | برزیل        | چین      | ابوظبی   |
| ۱۸  |              |              |              |              | برزیل        | ژاپن         | برزیل        |              | برزیل    |          |
| ۱۹  |              |              |              |              |              | چین          |              |              |          |          |

### ۲۰۱۰–۲۰۱۹
| Rnd | ۲۰۱۰     | ۲۰۱۱     | ۲۰۱۲     |
| --- | -------- | -------- | -------- |
| ۱   | بحرین    | استرالیا | استرالیا |
| ۲   | استرالیا | مالزی    |          |
| ۳   | مالزی    | چین      |          |
| ۴   | چین      | ترکیه    |          |
| ۵   | اسپانیا  | اسپانیا  |          |
| ۶   | موناکو   | موناکو   |          |
| ۷   | ترکیه    | کانادا   |          |
| ۸   | کانادا   | اروپا    |          |
| ۹   | اروپا    | بریتانیا |          |
| ۱۰  | بریتانیا | آلمان    |          |
| ۱۱  | آلمان    | مجارستان |          |
| ۱۲  | مجارستان | بلژیک    |          |
| ۱۳  | بلژیک    | ایتالیا  |          |
| ۱۴  | ایتالیا  | سنگاپور  |          |
| ۱۵  | سنگاپور  | ژاپن     |          |
| ۱۶  | ژاپن     | کره      |          |
| ۱۷  | کره      | ایتالیا  |          |
| ۱۸  | برزیل    | ابوظبی   |          |
| ۱۹  | ابوظبی   | برزیل    |          |
| ۲۰  |          |          |          |